# Alveopora octoformis
Espèce
Alveopora octoformis est une espèce de coraux appartenant à la famille des Poritidae selon ITIS ou la famille Acroporidae selon WoRMS.